# Trapology
Trapology è un mixtape del rapper statunitense Gucci Mane, pubblicato il 1 luglio del 2015 tramite l'etichetta 1017 Records, a soli 42 giorni di distanza dal precedente mixtape, King Gucci.

## Descrizione
Il mixtape è stato pubblicato mentre il rapper si trovava in prigione.
Le produzioni sono state curate da C4Bombs, Honorable C.N.O.T.E., K.E. on the Track, Mike WiLL Made-It, Nitti Beatz, Southside, Tarentino, TM88 e Zaytoven.
L'hosting è invece di Dj Holiday.
Il mixtape è stato anticipato dalla pubblicazione delle canzoni Young Niggas con Fetty Wap e Jadakiss e Parking Lot con Snoop Dogg, pubblicate entrambe il 29 giugno.

## Tracce[5]
1. East Atlanta (feat. Dj Holiday e Young Scooter) – 2:02 (musica: Southside)
2. New Gun (feat. Young Dolph & Lil Reese) – 3:22 (musica: Tarentino)
3. Young Niggas (feat. Fetty Wap e Jadakiss) – 4:37 (musica: TM88)
4. Parking Lot (feat. Snoop Dogg) – 3:24
5. Born With It (feat. Soulja Boy) – 3:03 (musica: Mike WiLL Made-It)
6. Ass Everywhere (feat. Verse Simmonds) – 3:19 (musica: Honorable C.N.O.T.E.)
7. All In A Day (feat. Wooh da Kid, Kso Jaynes & Chaz Gotti) – 4:19 (musica: Mike WiLL Made-It)
8. Bitches Ain’t Shit (feat. Lil B, Sy Ari da Kid & Riff Raff) – 5:04 (musica: Zaytoven)
9. Break Down (feat. Daz Dillinger & Sy Ari da Kid) – 3:14 (musica: TM88)
10. Brick Phone (feat. Icewear Vezzo & Lil Flash) – 3:30 (musica: C4Bombs)
11. Pari (feat. Lil Flash) – 3:00 (musica: Nitti Beatz)
12. I Get So Get So High (feat. Dj Holiday & DeRay) – 3:10 (musica: Nitti Beatz)
13. Scared Of The Dark (feat. Father & Riff Raff) – 3:07 (musica: K.E. on the Track)
14. We So Fly (feat. Riff Raff) – 3:32 (musica: Honorable C.N.O.T.E.)

La traccia numero 3, Young Niggas, è stata successivamente inclusa in 88 World, mixtape di TM88 pubblicato il 19 febbraio 2016, e nella compilation Free Gucci: The Release (Deluxe Edition), pubblicata da Gucci Mane il 27 maggio 2016.